# Pierre Aleaume
Pierre Aleaume, originaire d'Orléans est un avocat du parlement de Paris, père du mathématicien Jacques Aleaume. 

## Biographie
Pierre Aleaume était lui-même versé dans les mathématiques. Secrétaire de François Viète, dont il reçut l'enseignement, il fut son exécuteur testamentaire et transmis les manuscrits du géomètre fondateur de l'Algèbre nouvelle au mathématicien écossais Alexander Anderson. 
Jacques Auguste de Thou précise dans sa célèbre Histoire de son temps que François Viète avait cultivé l'industrie de Pierre Aleaume d'Orléans, duquel il se servait pour l'exécution de ses desseins... 
D'autres commentateurs en ont fait, à tort, son serviteur. Chargé de recevoir les solliciteurs du maître des requêtes particulièrement ceux qui souhaitaient être éclairés sur ses publications mathématiques, il devait publier en collaboration avec Charles du Lys une traduction en français des œuvres du mathématicien. Quoique le roi Henri IV en eût donné le privilège d'impression à Jamet Metayer, ce livre ne vit jamais le jour.
D'après la lettre qui ouvre ce traité, c'est sur les instances de Pierre Aleaume et celles de plusieurs de ses amis qui le suppliaient de ne pas laisser ravir par l'étranger une gloire qui revenait dedroit à la France, si en 1595, François Viète publia son Ali Problema Qvod omnibus Mathematicis totius orbis constrvenaum proposit Adrianvs Romanvs Francisci Vietœ Respansum (Paris, Jamet Mettayer, 1595).